# Bismarck (famiglia)

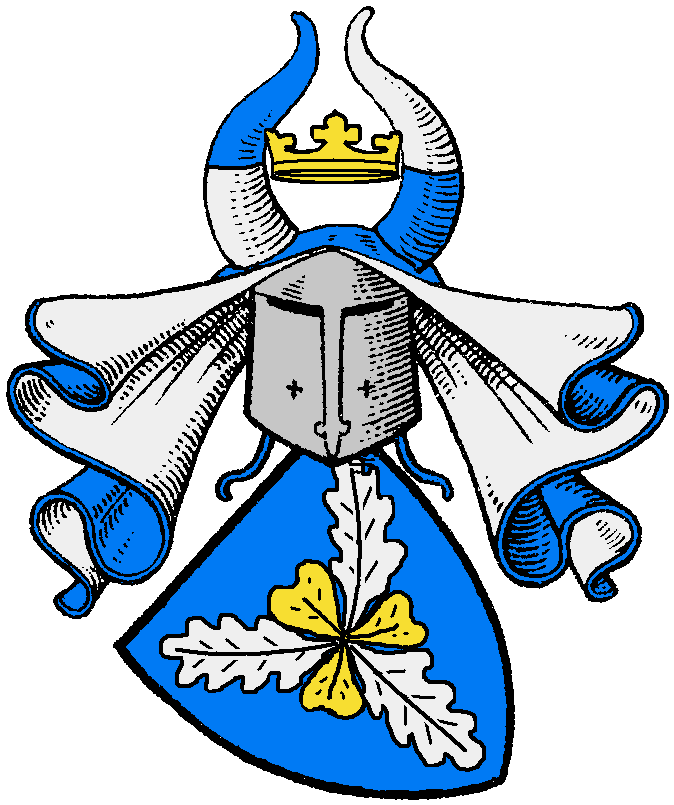
Stemma di Casa Bismarck

I Bismarck sono una famiglia nobile prussiana, originaria del territorio del Brandeburgo. Tra gli esponenti più famosi di questa famiglia che dal XVIII secolo si declinò fortemente alla vocazione militare, vi fu Otto von Bismarck, primo cancelliere dell'Impero tedesco.

## Storia

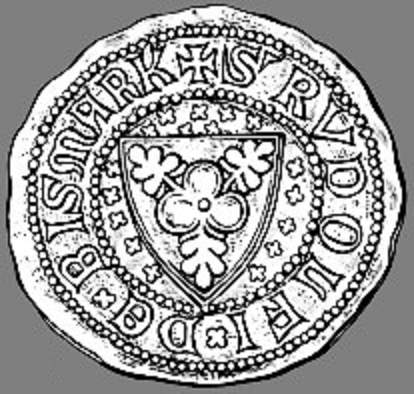
Sigillo di Rudolf von Bismarck nel 1345

Le prime tracce della storia dei Bismarck risalgono al 1270 circa nella regione prussiana dell'Altmark. Il primo membro accertato della famiglia sarebbe tale Herebord von Bismarck, capo della gilda dei sarti e presumibilmente anche borgomastro della città di Stendal. Nel 1345, per speciali meriti, la famiglia venne onorata nella persona di Nicolaus von Bismarck da parte dell'elettore di Brandeburgo ricevendo il castello di Burgstall.
Nel 1562 la famiglia aveva possessi a Krevese, Schönhausen e Fischbeck, motivo per cui tali possedimenti vennero poi suddivisi in diverse linee che da questi nomi presero origine altri rami della casata come appunto i Bismarck-Schönhausen ed i Bismarck-Krevese. Da quest'ultima linea discesero due ministri di Federico il Grande. Nel 1817 venne celebrato il matrimonio e l'unione tra i rami dei Bismarck-Bohlen ed i Bismarck-Schönhausen. Da questa linea discese il celebre statista tedesco Otto von Bismarck-Schönhausen, principe di Bismarck, Duca di Lauenbourg.  L'attuale capo della casata dei Bismarck é suo trisnipote Carl-Eduard Graf von Bismarck-Schönhausen, principe di Bismarck, Duca di Lauenbourg.

## Genealogia

### Linea dei Bismarck-Stendal
- Herbordus von Bismarck (1200-c. 1280), borgomastro a Stendal e maestro della gilda dei sarti locale
  - Heinrich I von Bismarck (circa 1256-1320), maestro della gilda dei sarti e consigliere comunale a Stendal
    - Rule I von Bismarck, (c. 1280–1340), maestro della gilda dei sarti e consigliere comunale a Stendal
      - Nikolaus von Bismarck (1307–1377), patrizio di Stendal, consigliere comunale della città, commerciante, capitano al servizio dell'arcivescovo di Magdeburgo e del margravio di Brandeburgo
        - Nikolaus II (Klaus II) von Bismarck (c. 1342–1403), al servizio dell'arcivescovo di Magdeburgo
          - Nikolaus III (Klaus III) von Bismarck (c. 1385–c. 1431)
            - Ludolf I von Bismarck (c. 1410–c. 1488)
              - Pantaleon I von Bismarck (c. 1460–1526)
                - Heinrich III von Bismarck (… – c. 1523)
                  - Friedrich I von Bismarck (1513–1589), nel 1562 cedette il castello di Burgstal in cambio dei feudi di Krevese e Schönhausen. È antenato comune a tutte le linee dei Bismarck.
                    - Pantaleon II von Bismarck (1539–1604) → v. Linea dei Bismarck-Krevese
                    - Ludolf IV von Bismarck (1541–1590) → v. Linea dei Bismarck-Schönhausen
                    - Abraham von Bismarck (1544–1589), prese parte col fratello Ludolf IV alle guerre degli ugonotti in Francia. Dibatté per il confine tra Gutsnachbarn e Krumke.
                      - Anna VII von Bismarck (1580–c. 1641), sposò Ludolf von Münchhausen (1570–1640), cavaliere ed umanista.

### Linea dei Bismarck-Krevese
- Pantaleon II von Bismarck (1539–1604), canonico di Havelberg, progenitore della linea di Krevese
  - Christoph II von Bismarck (1583–1655), canonico a Magdeburgo e commissario di guerra nell'Altmark
    - Levin-Friedrich I von Bismarck (1623–1696), commissario di guerra nell'Altmark
      - Christoph-Georg von Bismarck (1667–1730), commissario di guerra nell'Altmark, sposò Anna-Elisabeth von Katte.
        - Levin-Friedrich von Bismarck (1703–1774) → v. Linea dei Bismarck-Krevese-Briest
        - Hans Christoph III von Bismarck (1704–1773) → s. Linea dei Bismarck-Krevese-Döbbelin
        - Georg Achatz von Bismarck (1708–1765), canonico a Magdeburgo.

#### Linea dei Bismarck-Krevese-Briest

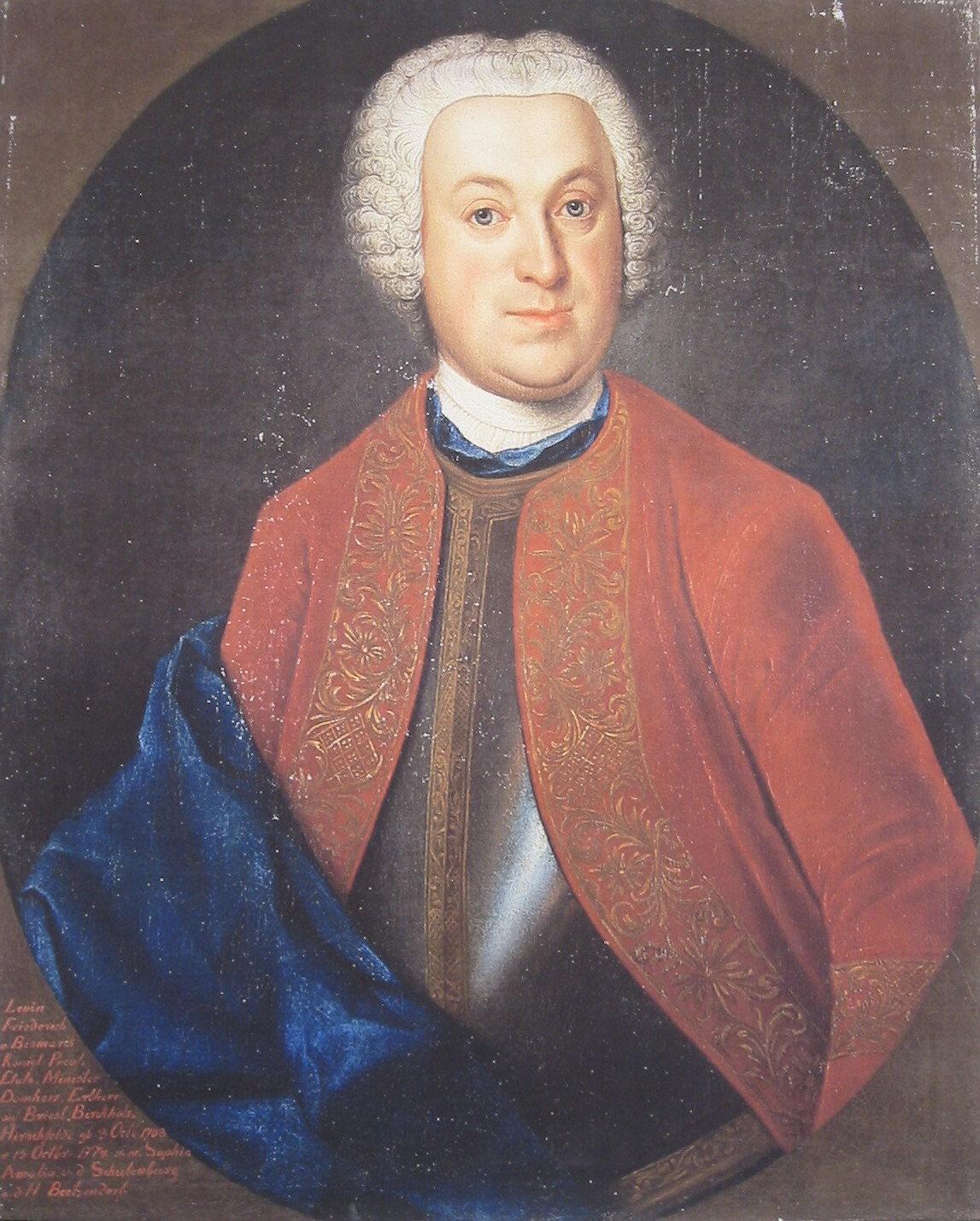
Levin-Friedrich von Bismarck (1703–1774), ministro della giustizia prussiano

- Levin-Friedrich von Bismarck (1703–1774), ministro della giustizia prussiano, sposò Sophie Amalie von der Schulenburg (1717–1782)
  - Achatz Christoph von Bismarck (1737–1796), ciambellano e canonico ad Halberstadt, cavaliere dell'Ordine di San Giovanni di Gerusalemme
    - Heinrich Friedrich Wilhelm Achatz von Bismarck (1786–1856), tenente e avventuriero.

  - Georg Wilhelm I von Bismarck (1741–1808), militare
    - Levin Friedrich von Bismarck (1771–1847), presidente del governo prussiano
      - Wilhelm von Bismarck-Briest (1803–1877), politico tedesco e membro del Reichstag
        - Achatz von Bismarck (1833–1874)
        - Ludolf August von Bismarck (1834–1924), presidente del distretto di Stendal
          - Wilhelm von Bismarck (1867–1935), presidente del distretto di Stendal
            - Ulrich von Bismarck (1904–1943), tenente colonnello della riserva, morì in prigionia in Russia
            - Levin-Friedrich III von Bismarck (1908–1993), Landwirt auf Sollstedt und Wülfingerode, Rechtsritter und Ehrenkommendator des Johanniterordens
            - Wilhelm III von Bismarck (1913–gefallen 1945), capitano e commendatore dell'Ordine di San Giovanni di Gerusalemme

          - Rule von Bismarck (1869–1947), tenente colonnello
            - Ludolf von Bismarck (1900–1979), professore di filosofia, cavaliere dell'Ordine di San Giovanni di Gerusalemme
            - Friedrich-Wilhelm von Bismarck (1918–m.1943), tenente colonnello

          - Bernhard Ludolf von Bismarck (1876–1935), maggiore
            - Adalbert von Bismarck (1903–1976), imprenditore agricolo
            - Heinrich von Bismarck (1905–1991), imprenditore agricolo, cavaliere dell'Ordine di San Giovanni di Gerusalemme
            - Jobst-Ludolf von Bismarck (1911–1988), imprenditore agricolo in Brasile

        - Ulrich von Bismarck (1844–1897), generale di brigata
          - Kurd von Bismarck (1879–1943), generale di brigata

      - Klaus V von Bismarck (1812–1867), maggiore
        - Friedrich V von Bismarck (1848–1922), tenente colonnello
        - Klaus VI von Bismarck (1851–1923), ministro dell'agricoltura prussiano
          - Georg von Bismarck (1891–1942), tenente generale
            - Wolf-Rüdiger von Bismarck (* 1931), giurista

  - August Wilhelm von Bismarck (1750–1783), ministro delle finanze prussiano

#### Linea dei Bismarck-Krevese-Döbbelin
- Hans Christoph III von Bismarck (1704–1773), consigliere privato del re di Prussia, presidente dell'Alta Corte prussiana, vice governatore dell'Altmark, cavaliere dell'Ordine di San Giovanni di Gerusalemme
  - Christoph Georg Friedrich von Bismarck (1732–1818), presidente del circondario di Stendal
    - Hans von Bismarck (1769–1812), capitano, prese parte ai combattimenti dell'esercito prussiano sul Reno contro la Francia
      - Heinrich von Bismarck (1799–1832), tenente
      - Friedrich von Bismarck (1803–1879), primo tenente
        - Klaus von Bismarck (1853–1921), colonnello
          - Gertrud von Bismarck (1880–1963), sposò il barone Wulf von Nordeck

        - Friedrich von Bismarck (1857–1927), maggiore, cavaliere dell'Ordine di San Giovanni di Gerusalemme

      - Albert von Bismarck (1805–1880), maggiore
      - Hans von Bismarck (1809–1889), maggiore
      - Hermann von Bismarck (1811–1870), tenente colonnello
      - Georg von Bismarck (1813–1861), maggiore

    - Johann von Bismarck (1772–1814), maggiore, combatté sul Reno nelle guerre di liberazione contro la Francia

  - Heinrich von Bismarck (1735–1806), capitano
    - Otto von Bismarck (1767–1816), maggiore, combatté sul Reno nelle guerre di liberazione contro la Francia
    - Karl von Bismarck (1770–1813), maggiore, combatté sul Reno nelle guerre di liberazione contro la Francia
    - Ernst von Bismarck (1771–1837), Leutnant

  - Karl Wilhelm von Bismarck (1740–1812), canonico di Magdeburgo
    - Hans von Bismarck (1769–1840), maggiore

### Linea dei Bismarck-Schönhausen

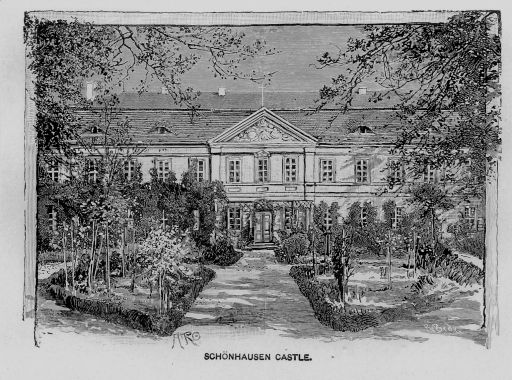
Il "castello nuovo" di Schönhausen

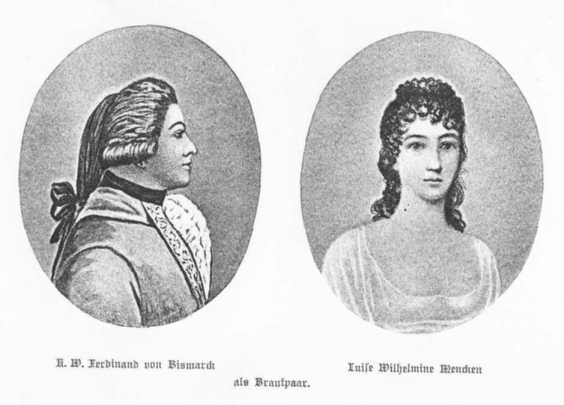
Ferdinand von Bismarck (1771–1845) e Luise Wilhelmine Mencken, genitori di Otto von Bismarck

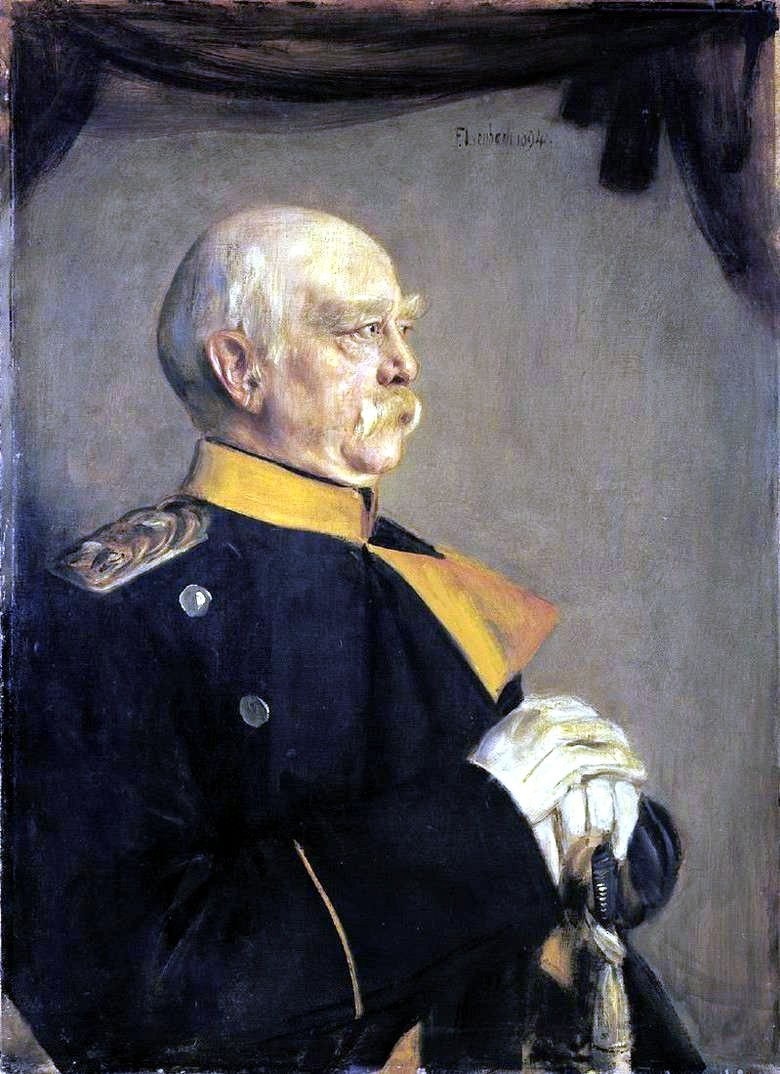
Il principe Otto von Bismarck, dipinto di Franz von Lenbach, 1894

Stemma principesco dei Bismarck (1873)

- Ludolf IV von Bismarck (1541–1590), combatté nel 1569 nelle guerre ugonotte in Francia, progenitore della linea dei Bismarck-Schönhausen
  - Valentin von Bismarck (c. 1580–1620)
    - Augustus I von Bismarck (1611–1670), colonnello, sposò in prime nozze Helene Elisabeth von Kottwitz, in seconde nozze Dorothea Elisabeth von Katte ed infine in terze nozze Frederike Sophie von Möllendorf
      - Augustus II von Bismarck (1666–1732), presidente del distretto dell'Altmark, sposò Dorothea-Sophia von Katte (sorella di Anna-Elisabeth von Katte).
        - August Friedrich I von Bismarck (1695–1742), colonnello
          - Karl Alexander von Bismarck (1727–1797), capitano
            - Ernst (Friedrich Alexander) von Bismarck (1763–1820)
              - Theodor von Bismarck-Bohlen (1790–1873) → v. Linea dei Bismarck-Bohlen

            - Friedrich Adolf Ludwig von Bismarck (1766–1830), tenente generale
            - Philipp Ludwig Leopold Friedrich von Bismarck (1770–1813), maggiore, cadde nella Battaglia di Lipsia
            - Karl Wilhelm Ferdinand von Bismarck (1771–1845)
              - Bernhard von Bismarck (1810–1893), ciambellano, consigliere segreto
                - Philipp von Bismarck (1844–1894), proprietario terriero e capitano d'esercito
                  - Gottfried von Bismarck (1881–1928), proprietario terriero
                    - Klaus von Bismarck (1912–1997), 1961–1976 direttore della radio WDR, presidente della Chiesa Evangelica Tedesca
                      - Maria von Bismarck (n. 1959), attrice e regista

                    - Philipp von Bismarck (1913–2006), parlamentare per il CDU

                  - Herbert Rudolf von Bismarck (1884–1955), segretario di stato prussiano

                - Ernst von Bismarck (1853–1931), proprietario terriero in Pomerania

              - Otto von Bismarck (1815–1898), primo cancelliere dell'Impero tedesco, nominato principe di Bismarck
                - Marie (1848–1926), sposò il diplomatico Kuno zu Rantzau (1843–1917)
                - Herbert von Bismarck (1849–1904), segretario di stato,  principe di Bismarck
                  - Otto von Bismarck (1897–1975), politico (DNVP, NSDAP, CDU), membro del Reichstag e del Bundestag, principe di Bismarck
                    - Mari Ann von Bismarck-Schönhausen (1929–1981), sposò Egbert von Oswald (1925–1988)
                      - Moritz von Oswald (n. 1962)

                    - Ferdinand von Bismarck (1930 - 2019), principe di Bismarck
                      - Carl-Eduard Graf von Bismarck-Schönhausen, (n. 1961) politico (CDU) principe di Bismarck, attuale capo della casata dei Bismarck. 
                        - Alexei Otto Hieronymus Janusz Pierre Robert Silas von Bismarck-Schönhausen (n. 2006)
                        - Grace Sienna von Bismarck-Schönhausen (n. 2008)

                      - Gottfried A. von Bismarck-Schönhausen (1962–2007), imprenditore
                      - Gregor von Bismarck-Schönhausen (n. 1964)
                      - Vanessa von Bismarck-Schönhausen (n. 1971)

                    - Alexander von Bismarck-Schönhausen (1935–1992)
                      - Claudia Anna Katharine Mona von Bismarck-Schönhausen (n. 1964)

                    - Maximilian von Bismarck-Schönhausen (n. 1947), imprenditore
                      - Konstantin von Bismarck-Schönhausen (n. 1987)
                      - Alexander von Bismarck-Schönhausen (n. 1989)

                    - Gunilla von Bismarck (n. 1949)
                      - Francisco José Ortiz von Bismarck-Schönhausen (n. 1980),[4] banchiere

                  - Gottfried von Bismarck-Schönhausen (1901–1949), membro del Reichstag (NSDAP)
                    - Andreas Graf von Bismarck-Schönhausen (1941–2013)
                      - Christine Gräfin von Bismarck-Schönhausen (n. 1965), sposò Guy Villax, imprenditore di Lisbona
                      - Tatjana von Bismarck-Schönhausen (n. 1967), sposò Kurt Leimer, banchiere a Zurigo
                      - Stephanie von Bismarck-Schönhausen (* 1976), sposò barone Karl-Theodor zu Guttenberg

                  - Albrecht Graf von Bismarck-Schönhausen (1903–1970) ∞ Mona Strader (1897–1983)

                - Wilhelm von Bismarck-Schönhausen (1852–1901), presidente della Prussia Orientale

              - Malwine von Bismarck (1827–1908)

        - Karl Ludolf von Bismarck (1700–1760), tenente colonnello, cavaliere dell'Ordine di San Giovanni
          - Heinrich Christian von Bismarck (1737–1804), tenente al servizio dell'Hannover
            - Johann Heinrich Ludwig von Bismark (1774–1816), tenente generale nell'esercito ducale di Nassau
            - Friedrich Wilhelm von Bismarck (1783–1860), tenente generale nell'esercito del Württemberg, nel 1816 combatté nelle guerre napoleoniche al fianco della Francia e Napoleone gli conferì personalmente la croce di cavaliere dell'Ordine della Legion d'Onore
              - August Wilhelm Julius Graf von Bismarck (1849–1920)

    - Valentin Busso von Bismarck (1613–1679), capitano, combatté nelle file svedesi nel corso della Guerra dei Trent'anni
      - Christoph Friedrich I von Bismarck (1652–1704), maggiore generale e comandante della fortezza di Küstrin
        - Ludolf August von Bismarck (1683–1750), generale al servizio della Russia

#### Linea dei Bismarck-Bohlen
- Theodor von Bismarck-Bohlen (1790–1873), tenente generale, sposò Caroline von Bohlen (1798–1858)
  - Friedrich Alexander von Bismarck-Bohlen (1818–1894), generale prussiano
    - Friedrich Karl von Bismarck-Bohlen (1852–1901), politico